# Schwarzfußseriema
Die Schwarzfußseriema oder Tschunja (Chunga burmeisteri) ist eine Vogelart, die im Inneren des südlichen Südamerikas vorkommt.

## Verbreitung
Sie ist im südlichen und südöstlichen Bolivien, im westlichen Paraguay und im zentralen, nördlichen Argentinien (südlich bis zu den Provinzen Mendoza und La Pampa) verbreitet.

## Beschreibung
Die Schwarzfußseriema erreicht eine Körperlänge von 70 bis 85 cm bei einem Gewicht von 1,2 kg. Sie ist grau gefärbt mit einer helleren Bauchseite. Jungvögel haben einen weiß gesprenkelten Rücken. Die gleiche Musterung zeigen die Flügeloberseiten. Kopf, Hals und Brust der Jungvögel sind deutlich gebändert.
Von der sympatrisch mit ihr vorkommenden Rotfußseriema (Cariama cristata), der einzigen weiteren Seriemaart, kann die Schwarzfußseriema aufgrund ihrer geringeren Körpergröße, des schwarzen Schnabels, der schwarzen Beine und der dunklen Augen gut unterschieden werden. Außerdem hat die Rotfußseriema einen auffälligen, aufrecht stehenden Federbüschel auf dem Vorderkopf, der der Schwarzfußseriema fehlt.

## Stimme
Die Vögel rufen vor allem in den frühen Morgenstunden. Ihr Ruf klingt leicht blechern etwa wie cou, cou, cou-cou-cou, wobei die letzten Töne zusammenlaufen und in einen mehr heiseren, kreischenden Wechselgesang übergehen können. Ein rufender Vogel stimuliert oft andere, sich in der Nähe befindende Schwarzfußseriema zu antworten.

## Lebensweise
Die Schwarzfußseriema kommt in offenen Wäldern, Bergwäldern, in Savannen und im Gran Chaco vor und bevorzugt im Unterschied zur Rotfußseriema niedrigere Höhen und wärmere Temperaturen. Die Vögel sind überwiegend sedentär und ziehen – bis auf einige örtlich begrenzte Züge im Gran Chaco – nicht.
Die Schwarzfußseriema hält sich oft in der Nähe von großen Weidetieren, wie Rindern oder Pferden auf und frisst Kleintiere, die von diesen beim Grasen aufgescheucht wurden. Mägen weniger untersuchter Exemplare aus der nordwestargentinischen Provinz Tucumán enthielten Käfer, Heuschrecken, ein vollständiges Nagetier, Blätter, Gras und ein paar Samen. Vögel in Gefangenschaft fraßen hauptsächlich Gliederfüßer, darunter Heuschrecken, Schaben, Käferlarven, Spinnen und Tausendfüßer, sowie Wasserschnecken, kleine Frösche, Eidechsen, Fledermäuse, Mäuse und tote Ratten und Vögel, sowie Früchte und Blätter. Ein toter, größerer Vogel wurde vor dem Verschlucken auf den Erdboden geschlagen.
Die Brutzeit variiert je nach Vorkommen. Im Gran Chaco beginnt die Fortpflanzungszeit im November oder Dezember. Jungvögel sind in Argentinien schon im Dezember gefangen worden. Das Nest wird nur wenig über dem Erdboden in Sträuchern und auf kleinen Bäumen gebaut. Es besteht aus locker zusammengelegten Ästen und Zweigen. Die zwei bis drei Eier pro Gelege sind weiß mit einer gräulichen Zeichnung.

## Etymologie und Forschungsgeschichte
Die Erstbeschreibung des Schwarzfußseriemas erfolgte 1860 durch Gustav Hartlaub unter dem wissenschaftlichen Namen Dicholophus burmeisteri. Das Typusexemplar hatte ihm Hermann Burmeister aus den waldigen Gebieten Argentiniens mitgebracht. In der gleichen Publikation führte er auch den neuen Gattungsnamen Chunga ein. Dieser Begriff ist der spanische Name dieses Vogels in Argentinien. Der Artname ist seinem Entdecker gewidmet. Alfred Laubmann verwies auf Pierce Brodkorb als einzigen Nachweis für Paraguay bis zu diesem Zeitpunkt.

## Gefährdung
Obwohl nur wenige Informationen zur Verfügung stehen, gilt die Schwarzfußseriema nicht als bedroht. Im größten Teil Nordargentiniens ist sie noch recht häufig, ist aber z. B. in Teilen der Provinz Córdoba verschwunden.